# Asiento de la aerolínea

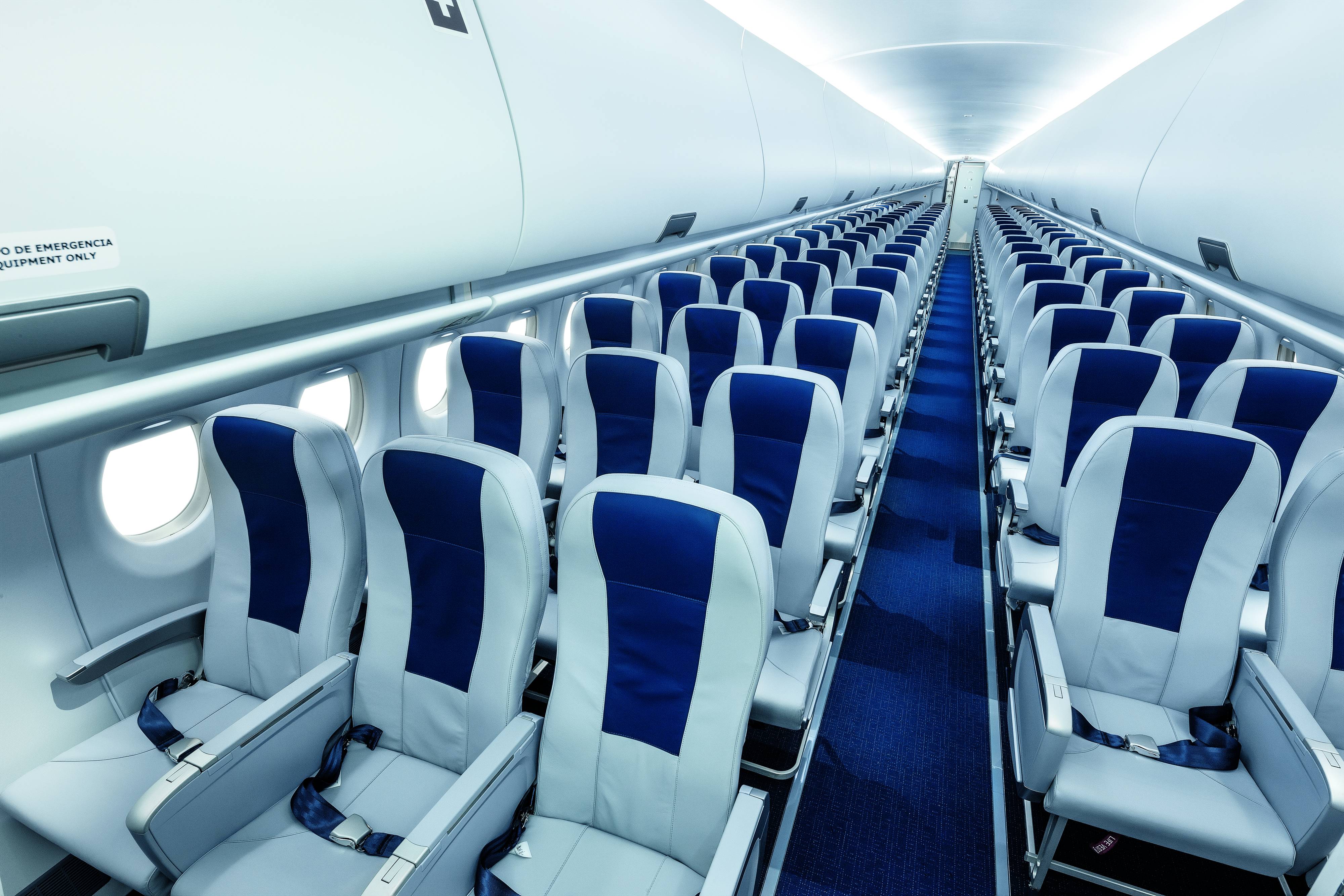
Asientos de pasajeros a bordo de un Sukhoi Superjet 100

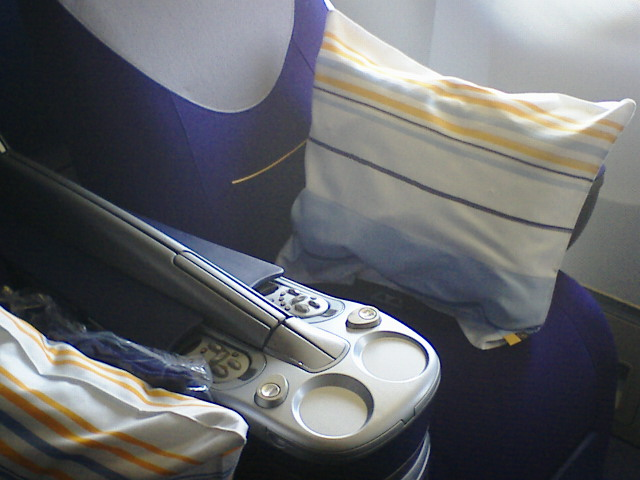
Asiento de clase ejecutiva en un Lufthansa Boeing 747-400

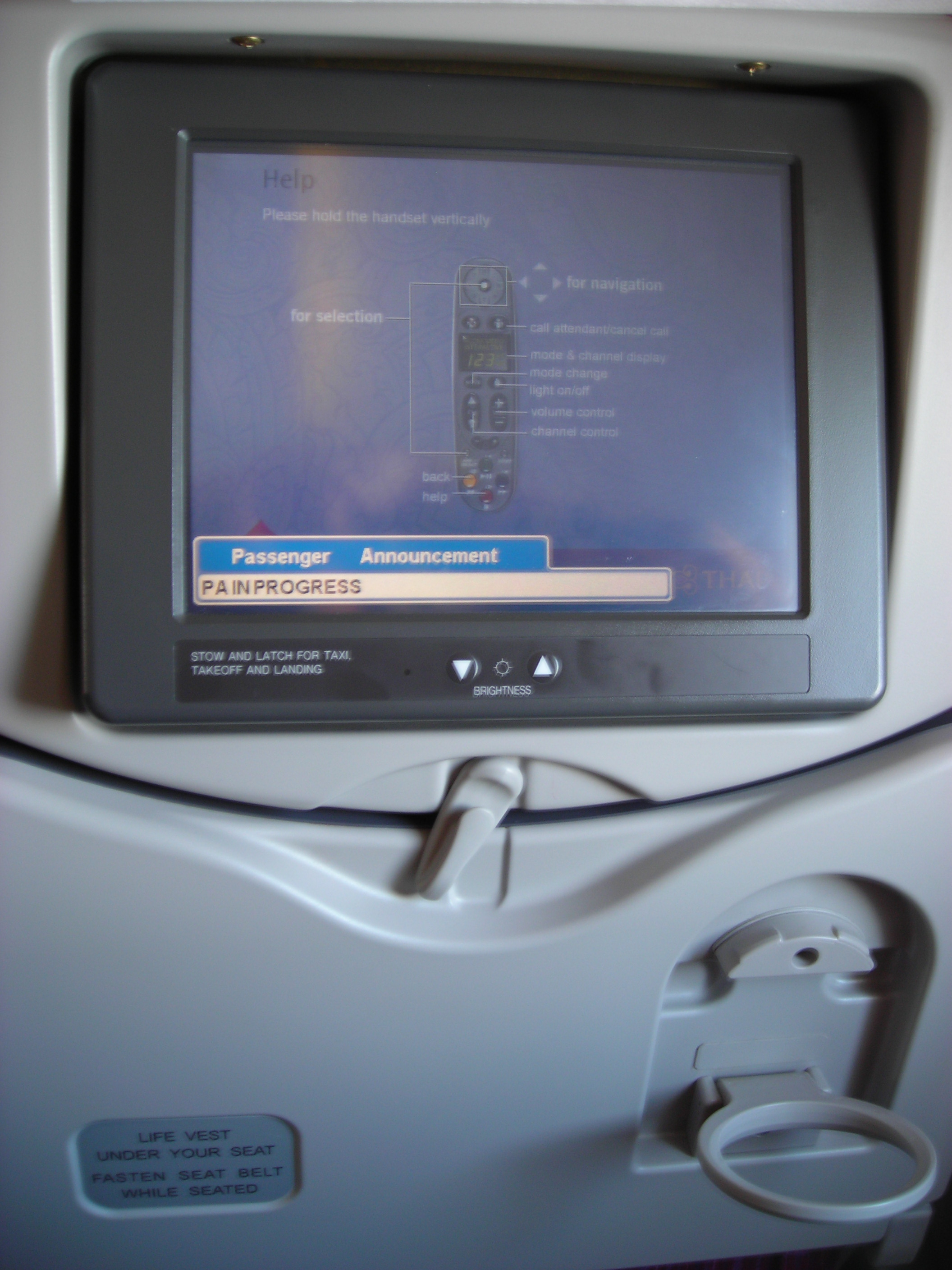
Pantalla de control fijada a una aerolínea de clase económica asiento (Thai Airways Internacional Airbus A340); la bandeja está guardada.

Un asiento de línea aérea es un asiento en un avión de pasajeros en el que se alojan los pasajeros durante la duración del viaje. Dichos asientos suelen estar dispuestos en filas a lo largo del fuselaje del avión. Un diagrama de dichos asientos en un avión se denomina mapa de asientos de avión.

## Características y comodidades
Los asientos están sujetos a rieles debajo del piso que corren a lo largo del fuselaje del avión. Si la aerolínea quiere reconfigurar los asientos, esta es una operación menor. Para la seguridad de los pasajeros, todos los asientos de las aerolíneas están equipados con cinturones de seguridad.

### Servicios básicos

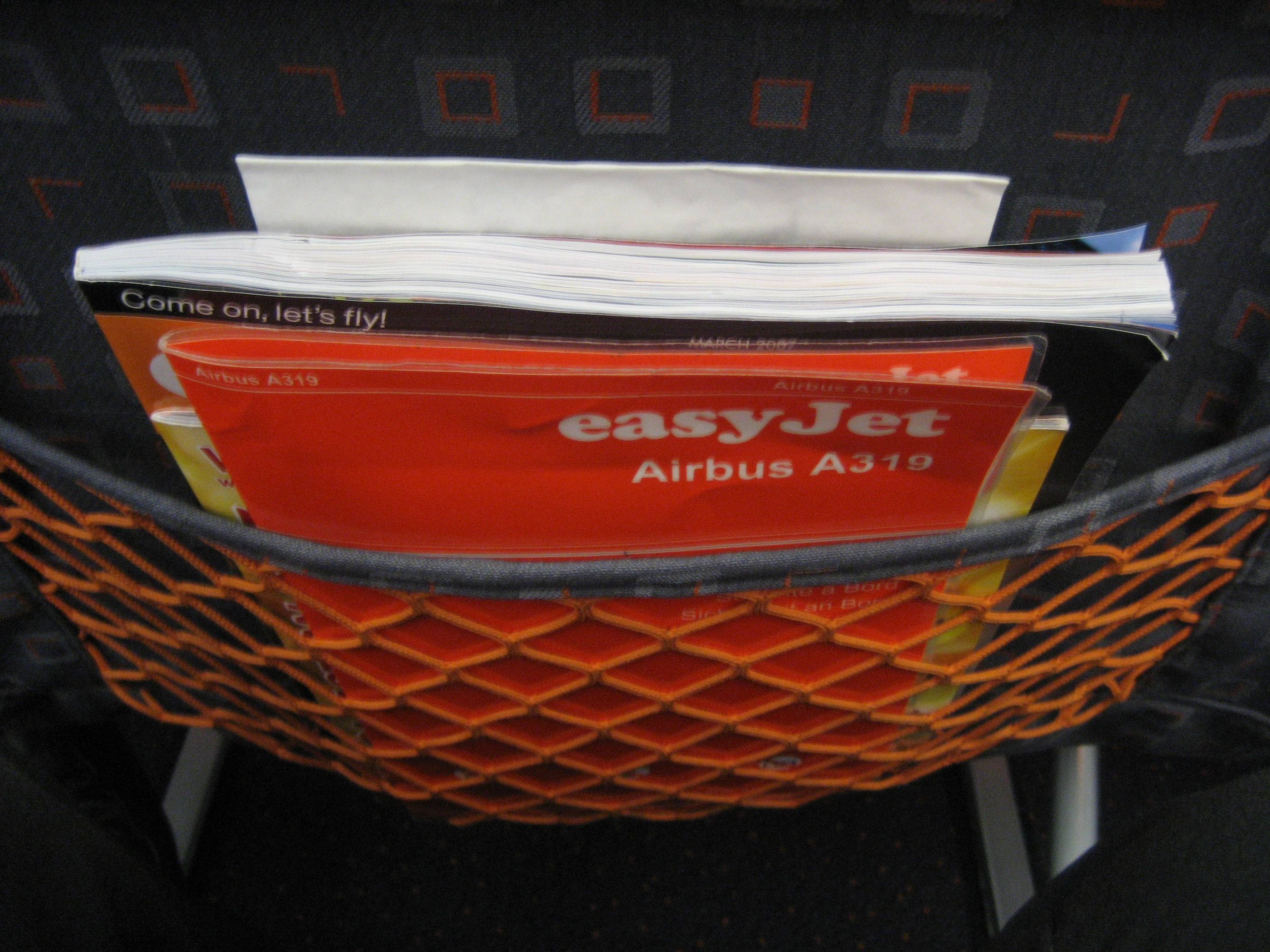
Un bolsillo en el asiento de un avión Airbus A319 que contiene una tarjeta de seguridad, revistas y una bolsa para el mareo]
Los asientos suelen estar equipados con más comodidades. Los asientos de las aerolíneas pueden estar equipados con un mecanismo reclinable para aumentar la comodidad de los pasajeros, ya sea reclinándose mecánicamente (generalmente en clase económica y primera y clase ejecutiva class

) o eléctricamente (generalmente en primera clase de larga distancia y clase ejecutiva). La mayoría de los aviones también cuentan con bandejas para comer y leer, ya sea en el respaldo que se pliega para formar una pequeña mesa en la mayoría de los asientos de clase económica, o dentro del apoyabrazos que se pliega en la mayoría de los asientos de primera clase, clase ejecutiva, mampara y fila de salida. La mayoría de los asientos de las aerolíneas también cuentan con un bolsillo que puede contener una revista a bordo y instrucciones de seguridad.
En aviones pequeños y de corta distancia, o en aerolíneas de bajo costo, es posible que algunas de estas comodidades no estén instaladas. Por ejemplo, en varios aviones, Ryanair ha instalado asientos no reclinables sin bolsillos en los asientos con los manuales de seguridad cosidos en el respaldo del asiento. Incluso en aviones con asientos reclinables, algunos asientos pueden tener una reclinación restringida o no reclinarse. Por lo general, será la fila trasera de la cabina donde un mampara bloquea la reclinación, o los asientos inmediatamente frente a la salida de emergencia donde un asiento reclinado podría restringir el acceso a la emergencia. salida, creando un peligro potencial para la seguridad. Los sitios de revisión de asientos independientes como SeatGuru a menudo advierten a los pasajeros contra estos asientos. Durante el despegue y el aterrizaje, la tripulación pide a los pasajeros que coloquen sus asientos en una posición "vertical" (no reclinada) y para levantar y guardar sus mesas de bandeja.

### Servicios avanzados

#### Electrónica
Los asientos pueden estar equipados con puertos de alimentación (ya sea EmPower, CA, CC o USB tomas de solo alimentación) para pequeños aparatos eléctricos y puertos para auricularess para el entretenimiento de audio. La mayoría de las aerolíneas de servicio completo también incluyen pantallas de video personales como parte del sistema entretenimiento a bordo en aviones de larga distancia, pero algunos aviones usan un sistema de traer su propio dispositivo donde los pasajeros usan sus propios dispositivos. Las pantallas suelen ser pantallas táctiles o pueden controlarse mediante dispositivos remotos. En Economy y Premium Economy, la pantalla normalmente está en el respaldo de un asiento, pero en un asiento de primera fila o en una cabina prémium, es posible que deban sacarse de un compartimento especial después del despegue y luego devolverse allí para aterrizar.

#### Reposacabezas ajustables
La mayoría de los aviones de larga distancia (y los aviones de corta distancia en algunas aerolíneas) cuentan con asientos con reposacabezas ajustables en todas las clases, lo que permite al pasajero ajustar el reposacabezas para mayor comodidad.

#### Soporte lumbar ajustable
El soporte lumbar ajustable eléctricamente se encuentra en la mayoría de los asientos de primera clase y clase ejecutiva de larga distancia. En raras ocasiones, la clase económica también puede incluir un soporte lumbar ajustable mecánicamente en algunos aviones de larga distancia. Sin embargo, con la tendencia hacia los asientos delgados en la clase económica, esta comodidad prácticamente ha desaparecido de la mayoría de las nuevas instalaciones de asientos de la clase económica.

#### Masaje
Algunos asientos de clase ejecutiva, como el Recaro CL 4420, tienen una función de masaje incorporada.

#### Asientos de cama plana/recostada
Algunas cabinas de clase ejecutiva cuentan con asientos que se reclinan en una posición plana inclinada. Estos asientos "acostados en ángulo" permiten una mayor comodidad que los asientos reclinables tradicionales, pero son menos cómodos que los asientos de cama completamente horizontales.
La mayoría de las cabinas internacionales de primera clase y un número cada vez mayor de cabinas internacionales de clase ejecutiva cuentan con asientos que se reclinan en una posición completamente horizontal y plana, formando una cama.

#### "Asiento económico delgada"
Algunas aerolíneas están introduciendo nuevos asientos "delgados" en clase económica. Si bien "delgado" no es un término definido, los asientos delgados tienen menos acolchado en la parte posterior. La inclinación y el añcho de los asientos en la clase económica también han ido disminuyendo. En 1985, ninguna de las cuatro principales aerolíneas estadounidenses ofrecía un asiento de menos de 19 pulgadas de añcho. Desde principios del siglo XXI hasta 2018, el añcho promedio de los asientos disminuyó de 18,5 a 17 pulgadas y, a veces, tan bajo como 16,1 pulgadas.
Los asientos Slimline pesan menos que los asientos de tamaño completo y se afirma que permiten a las aerolíneas aumentar la capacidad sin afectar significativamente la comodidad de los pasajeros. Sin embargo, muchos pasajeros han expresado su descontento con estos asientos. Además, el Departamento de Transporte de EE. UU. (DOT) ha comenzado a explorar los problemas de seguridad asociados con el aumento de la capacidad de las aeronaves y la reducción de la distancia entre asientos que resulta de la instalación de asientos "delgados". En una audiencia del 14 de abril de 2015 del Comité Asesor para la Protección del Consumidor de Aviación del DOT, Cynthia Corbett, investigadora del Instituto Médico Aeroespacial Civil de la Administración Federal de Aviación (FAA), habló sobre las preocupaciones con respecto a la evacuación de emergencia de aeronaves de mayor capacidad. El grupo de ciudadanos "Flyers Rights" presentó un caso contra la FAA en 2017, argumentando que la agencia tenía la responsabilidad de evitar que los asientos se abarrotaran tanto como para convertirse en un problema de seguridad en caso de emergencia.
Este tipo de asiento fue iniciado por Recaro, pero varios otros fabricantes (como Weber Aircraft LLC y B/E Aerospace) han introducido su propio sl asientos imline también. Estos asientos pueden tener o no reposacabezas móviles y, por lo general, no cuentan con soporte lumbar ajustable.
Una innovación más reciente de Zodiac Seats US (anteriormente Weber Aircraft LLC) es un fondo de asiento articulado, donde el fondo del asiento se mueve hacia adelante además del respaldo del asiento que se inclina hacia atrás. Dichos asientos se han instalado en algunos de los aviones de Aer Lingus, Delta Air Lines, Emirates[cita requerida], American Airlines y Avianca, entre otras. Estos asientos finalmente fueron adoptados por competidores como B/E Aerospace y Recaro.

## Disposición de asientos

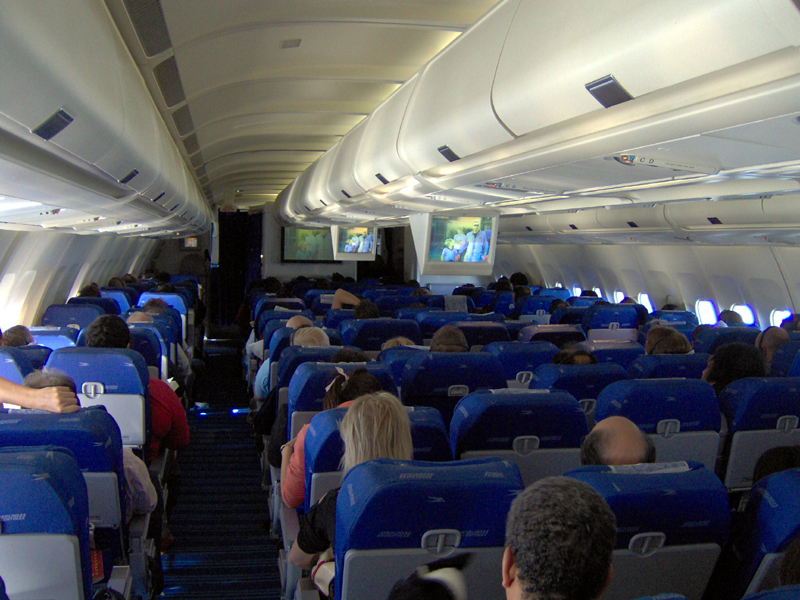
Disposición de asientos 2+4+2 en un jet de fuselaje añcho de Aerolíneas Argentinas (Airbus A340-200)

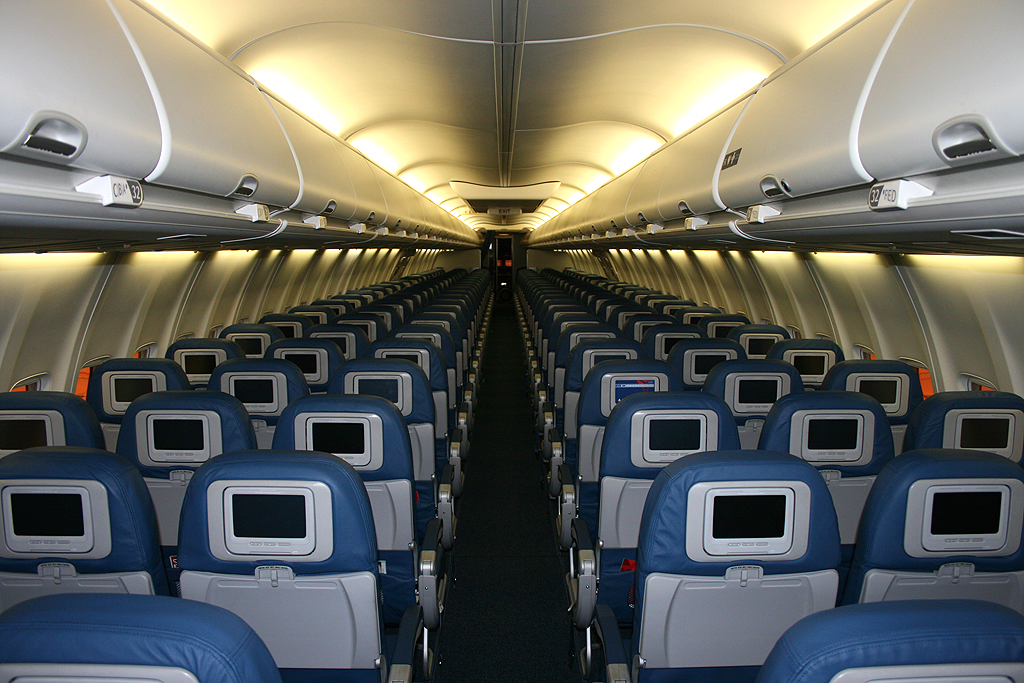
Disposición de asientos 3+3 en un jet de cuerpo angosto de Delta Air Lines (Boeing 737-800) con Zodiac Aerospace asientos delgados modelo 5751

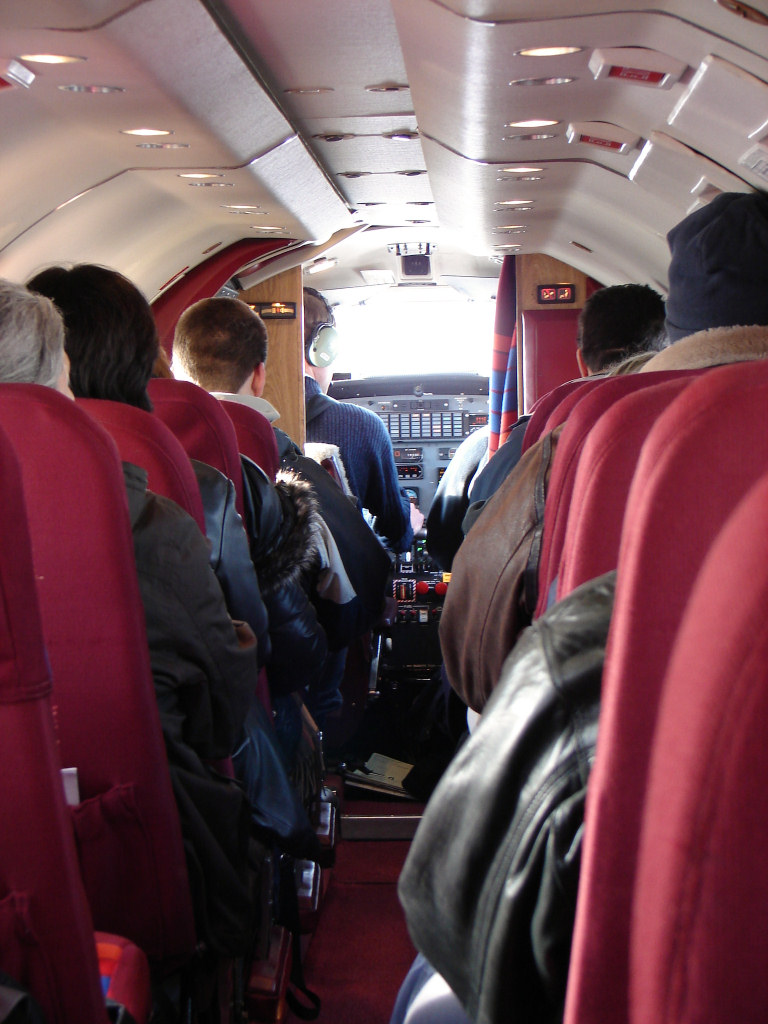
1+1 asientos en un Fairchild Swearingen Metroliner

Las cabinas de las aerolíneas se clasifican con frecuencia como cuerpo estrecho si hay un solo pasillo con asientos a cada lado, o cuerpo añcho si hay dos pasillos con un bloque de asientos entre ellos además de los asientos en el lado.
El número de asientos de frente se ve afectado por el añcho del avión. En aviones muy pequeños como el Beechcraft 1900 solo hay asientos individuales a cada lado del pasillo (1+1 asientos). Los aviones de fuselaje estrecho más añchos, como la familia Airbus A320 y el Boeing 737, tienen seis asientos al día en un diseño 3+3. También existen diseños asimétricos, ejemplos que incluyen el Embraer Regional Jet que tiene 1+2 asientos mientras que los aviones Douglas DC-9, Sukhoi Superjet 100 y Airbus A220 suelen tener 2 +3 asientos.
En los aviones de fuselaje añcho, el bloque central de asientos entre los pasillos puede tener hasta 5 asientos en aviones como el diseño de la mayoría de los aviones McDonnell Douglas DC-10 y algunos Boeing 777, aunque Boeing recomienda el 3+3+3 sobre el diseño 2+5+2. Los aviones muy añchos como el Boeing 747 o el Airbus A380 tienen diez asientos de frente, típicamente en un diseño 3+4+3, aunque este diseño es también se usa a veces como un diseño de alta densidad en aviones que normalmente tienen asientos de nueve en fondo, como el 777 o DC-10. Recientemente, las aerolíneas han estado adoptando diez asientos al día en el avión Boeing 777-300.
Si bien hay algunas excepciones, la mayoría de los asientos de los aviones comerciales miran hacia adelante y en los asientos de los aviones militares con frecuencia miran hacia atrás. Southwest Airlines anteriormente ofrecía algunos asientos orientados hacia atrás en algunos aviones, pero ese plan ya terminó. Los asientos orientados hacia atrás también son comunes en los aviones de negocios, para proporcionar un diseño tipo conferencia. British Airways, United Airlines y American Airlines también tienen asientos orientados hacia atrás en sus cabinas Club World (excepto en el A350), vuelos nacionales 777-200 United First y (seleccionadas) cabinas de clase ejecutiva , respectivamente. Se ha argumentado que los asientos orientados hacia atrás son más seguros porque, en caso de un choque, la desaceleración repentina impulsará al pasajero hacia un asiento orientado hacia atrás en lugar de sacarlo, lo que significa que la fuerza se distribuye sobre todo el respaldo del asiento, en lugar de hacerlo. de las correas del cinturón de seguridad. El argumento en contra de tales asientos se ha basado en la comodidad, la seguridad y el costo de los pasajeros. Se podría argumentar que los pasajeros que desean la disposición natural de los asientos orientados hacia adelante pueden sentirse incómodos con una disposición hacia atrás. En el aspecto de seguridad, el argumento ha sido que durante un accidente aéreo, los escombros, como el equipaje, volarán hacia adelante en la cabina, muy posiblemente hacia los pasajeros en los asientos que miran hacia atrás. En cuanto al costo, los asientos orientados hacia atrás necesitan un refuerzo adicional que agrega peso extra y, por lo tanto, costos de combustible más altos.
Muchas aerolíneas proporcionan mapas de sus configuraciones de asientos en los distintos aviones que vuelan. 
Para las aerolíneas que no tienen mapas de asientos, sitios web como SeatGuru muestran mapas de asientos para las aerolíneas antes mencionadas.

### Disposición
Los asientos junto a las ventanas están ubicados a los lados del avión, y generalmente junto a una ventana, aunque algunos aviones tienen filas de asientos donde falta una ventana. Los asientos junto a la ventana son los preferidos por los pasajeros que quieren tener una vista o una pared contra la que puedan apoyarse. Los pasajeros en asientos adyacentes al pasillo tienen la ventaja de poder abandonar el asiento sin tener que trepar por encima de los demás pasajeros y tener un pasillo en el que pueden estirar las piernas. Si un bloque de asientos tiene tres o más asientos, también habrá asientos intermedios que son impopulares porque el pasajero está emparedado entre otros dos pasajeros sin las ventajas de los asientos de ventana o de pasillo. Los asientos del medio normalmente se reservan en último lugar.

## Tamaño del asiento
Al evaluar el tamaño (y comodidad) de un asiento, los principales términos utilizados son "inclinación" y "añchura".
En 2016 se informó que la distancia promedio entre las filas de asientos (inclinación) había disminuido a 79 centímetros (31,1 plg), desde más de 89 centímetros (35,0 plg), mientras que el añcho promedio de los asientos había reducido a 43 centímetros (16,9 plg) de 46 centímetros (18,1 plg) en las dos décadas anteriores.

### Inclinación del asiento
En 2010, la distancia entre asientos en las aerolíneas de bajo costo podía ser tan baja como 28 pulgadas (71,1 cm) en el caso de Spirit Airlines, pero normalmente era 29 pulgadas (73,7 cm) o 30 pulgadas (76,2 cm).

### Añcho del asiento
Ha habido una tendencia decidida a aumentar la densidad de asientos económicos en el siglo XXI. En 1985, ninguna de las cuatro principales aerolíneas estadounidenses ofrecía un asiento de menos de 19 pulgadas de añcho. Desde principios del siglo XXI hasta 2018, el añcho promedio de los asientos disminuyó de 18,5 a 17 pulgadas y, a veces, tan bajo como 16,1 pulgadas.

### Silla de pasillo
Una "silla de pasillo" de avión es un asiento móvil proporcionado por las aerolíneas para los pasajeros que requieren el uso de una silla de ruedas. Si bien la mayoría de los treness, autobuseses y otras formas de transporte público tienen espacio para la propia silla de ruedas de un pasajero para sentarse y una rampa o ascensor auxiliar para abordar, los pasillos de los aviones son demasiado angostos para los vehículos convencionales. sillas de ruedas La silla de pasillo brinda al pasajero en silla de ruedas movilidad asistida para abordar y desembarcar, y moverse durante el vuelo dentro de la cabina, como al baño.

## Material
Los asientos de las aerolíneas están diseñados para ser livianos, pero al mismo tiempo fuertes y resistentes al fuego. teniendo en cuenta también la comodidad de los pasajeros. Un diseño típico es un marco de aluminio con bloques de espuma de poliuretano unidos a él. En algunos casos, se coloca una capa de tela resistente al fuego, por ejemplo Kevlar o Nomex, y en la parte superior hay una capa de tela o cuero.[cita requerida]
Los asientos de cuero son más costosos que los tradicionales asientos de tela. Aun así, varias aerolíneas, incluidas las transportistas de bajo costo, eligen el cuero no solo para presentar un producto más "lujoso", sino también porque estos asientos son más fáciles de limpiar y evitan que los líquidos derramados empapen el acolchado para reducción de los problemas de tiempo de respuesta. Las fundas de cuero para los asientos ayudan a los estadounidenses a reducir los retrasos

## Color
En los primeros días de la aviación, los asientos de las aerolíneas solían ser de colores suaves y terrosos, como marrones claros y grises, que tenían la intención de calmar a los pasajeros. Durante la década de 1970, los colores más brillantes, como el rojo y el naranja, se hicieron más comunes. Después de esto, los tonos de azul y gris, con un tono más profesional, se convirtieron en la opción más común. Sin embargo, ciertas aerolíneas como Austrian Airlines, Emirates y Singapore Airlines todavía usan colores suaves en los asientos.

## Auxiliar
En general, cada asiento individual (excepto los últimos en la parte trasera de la cabina) tiene un pequeño coñjunto de controles auxiliares integrados en el respaldo del asiento para el pasajero directamente detrás del asiento. El asiento en sí normalmente contiene una pequeña bandeja plegable y extensible (que debe plegarse durante el despegue y el aterrizaje) y, en la mayoría de los aviones internacionales de fuselaje añcho, una pantalla de video LCD directamente encima de la bandeja (los aviones anteriores tenían una única pantalla de proyección grande en la parte delantera de cada cabina). Directamente encima del asiento (en el techo de la cabina) hay una consola para la unidad de servicio de pasajeros. Los controles en la consola de la fuente de alimentación pueden incluir:
- Una boquilla de aire acondicionado boquilla cuyo flujo de aire y orientación pueden ser ajustados por el pasajero. Esta característica se encuentra en la mayoría de los aviones de fuselaje estrecho, pero muchas aerolíneas la omiten en muchos aviones de fuselaje añcho más nuevos (como el Boeing 777).
- Una luz de lectura (a menudo de apariencia muy similar a la boquilla) que el pasajero puede encender para obtener luz adicional, especialmente cuando las luces de la cabina principal están apagadas. Los botones para encender y apagar las luces generalmente se encuentran directamente en la consola del techo en la mayoría de las aeronaves de fuselaje estrecho, mientras que en la mayoría de las aeronaves de fuselaje añcho, los botones generalmente se encuentran junto con los controles entretenimiento en vuelo (IFE), que puede estar en los reposabrazos, los respaldos de los asientos o una interfaz de pantalla táctil.
- Un botón de llamada, que al ser presionado alerta a un asistente de vuelo a bordo para que atienda a los pasajeros de la fila con el botón presionado (una señal de audio suave en la cocina y varias luces alertan a los asistentes de vuelo). Al igual que con los botones de luz de lectura, el botón de llamada generalmente se encuentra directamente en la consola superior en la mayoría de los aviones de fuselaje estrecho, mientras que se encuentran junto con los controles IFE en la mayoría de los aviones de fuselaje añcho.
- La señal de "abróchense los cinturones" que se ilumina durante el despegue y el aterrizaje, y durante las turbulencias. Los aviones más antiguos que preceden a la prohibición de fumar aún pueden tener un letrero de "no fumar"; los aviones más nuevos pueden tener un letrero de "apagar dispositivos electrónicos" en su lugar.

En los asientos de las ventanas hay persianas para protegerse de la luz solar. Los reglamentos exigen que estén abiertos durante los aterrizajes y despegues, para proporcionar visibilidad dentro y fuera de la aeronave en caso de emergencia. Algunas aerolíneas solicitan a los pasajeros que mantengan las cortinas de las ventanas bajas, además de silenciar la iluminación de la cabina, durante los momentos en que la mayoría de los pasajeros querrán dormir. El Boeing 787 Dreamliner utiliza ventanas electrocrómicas en lugar de cubiertas de ventanas. Muchos reposabrazos proporcionan dispositivos para reclinar la silla, controles manuales para sistemas de entretenimiento en vuelo. Ceniceros s, proporcionados universalmente cuando se permitía fumar, todavía se proporcionan a veces para pequeños detritos.